# Giorgio Donato d'Assia-Darmstadt
Giorgio Donato, granduca ereditario d'Assia (Georg Donatus Wilhelm Nikolaus Eduard Heinrich Karl; Darmstadt, 8 novembre 1906 – Ostenda, 16 novembre 1937), era il primogenito di Ernesto Luigi, granduca d'Assia e del Reno e di Eleonora di Solms-Hohensolms-Lich.

## Biografia

### Il matrimonio
Il 2 febbraio 1931 a Darmstadt Giorgio Donato, un bisnipote della regina Vittoria, sposò la sua biscugina, la principessa Cecilia di Grecia e Danimarca, figlia del principe Andrea di Grecia e Danimarca e della principessa Alice di Battenberg, una bis-bisnipote della regina Vittoria e del principe Alberto; sorella del principe Filippo, poi duca di Edimburgo)
Il 1º maggio 1937 Giorgio Donato e Cecilia aderirono al partito nazista.

### La morte
Nell'ottobre 1937, il padre di Giorgio Donato, il granduca Ernesto Luigi d'Assia morì. Poche settimane dopo il funerale, il fratello minore, il principe Luigi avrebbe dovuto sposare Margaret Geddes, figlia di Lord Geddes. Il 16 novembre 1937, Giorgio Donato, Cecilia, i loro due piccoli figli maschi e la madre di Giorgio Donato, la granduchessa Eleonora, partirono da Darmstadt per il Regno Unito, dove il principe Luigi si sarebbe sposato. L'aereo, un trimotore Junkers Ju 52 della compagnia aerea SABENA, colpì una ciminiera vicino ad Ostenda e precipitò in fiamme, provocando la morte di tutti i principi e gli altri passeggeri, la nutrice dei principini, un amico della famiglia granducale, un pilota e due membri dell'equipaggio. Cecilia, al momento del disastro, era incinta di otto mesi del suo quarto figlio e i resti del bambino furono trovati tra i rottami, indicando che Cecilia era andata in travaglio o aveva subito un trauma fisico sufficiente a provocare la nascita. L'inchiesta belga suggerì che il pilota stava tentando di atterrare a Ostenda, a causa del parto imminente, nonostante le cattive condizioni atmosferiche. L'unico membro superstite della famiglia fu la principessa Giovanna, che non era sull'aereo. Giovanna fu adottata dal principe Luigi e dalla principessa Margaret e morì nel 1939 di meningite.
Giorgio Donato, sua moglie, i loro figli e sua madre furono sepolti a Rosenhohe, presso Darmstadt.

## Discendenza
Giorgio Donato e Cecilia ebbero quattro figli:
| Nome                                                                   | Nascita           | Morte            | Note                          |
| ---------------------------------------------------------------------- | ----------------- | ---------------- | ----------------------------- |
| Sua Altezza Granducale il principe Luigi Ernesto Andrea d'Assia        | 25 ottobre 1931   | 16 novembre 1937 | ucciso in incidente aereo     |
| Sua Altezza Granducale il principe Alessandro Giorgio Carlo Enrico     | 14 aprile 1933    | 16 novembre 1937 | ucciso in incidente aereo     |
| Sua Altezza Granducale la principessa Giovanna Marina Eleonora d'Assia | 20 settembre 1936 | 14 giugno 1939   | morta di meningite            |
| figlio nato morto                                                      | 16 novembre 1937  | 16 novembre 1937 | nato morto in incidente aereo |

## Ascendenza
|                                                     |                                              |                                                   | Genitori                                                   |  |  | Nonni |  |  | Bisnonni                          |  |  | Trisnonni                  |  |
|                                                     |                                              |                                                   |                                                            |  |  |       |  |  | principe Carlo d'Assia e del Reno |  |  | Luigi II, granduca d'Assia |  |
|                                                     |                                              |                                                   |                                                            |  |  |       |  |  | principe Carlo d'Assia e del Reno |  |  | Luigi II, granduca d'Assia |  |
|                                                     |                                              | principessa Guglielmina di Baden                  |                                                            |  |  |       |  |  | principe Carlo d'Assia e del Reno |  |  |                            |  |
| Luigi IV, granduca d'Assia                          |                                              |                                                   |                                                            |  |  |       |  |  | principe Carlo d'Assia e del Reno |  |  |                            |  |
|                                                     |                                              | principessa Elisabetta di Prussia                 | principe Guglielmo di Prussia                              |  |  |       |  |  |                                   |  |  |                            |  |
|                                                     |                                              | principessa Elisabetta di Prussia                 | principe Guglielmo di Prussia                              |  |  |       |  |  |                                   |  |  |                            |  |
|                                                     |                                              | principessa Elisabetta di Prussia                 | principessa Maria Anna d'Assia-Homburg                     |  |  |       |  |  |                                   |  |  |                            |  |
| Ernesto Luigi, granduca d'Assia                     |                                              | principessa Elisabetta di Prussia                 |                                                            |  |  |       |  |  |                                   |  |  |                            |  |
|                                                     |                                              | principe Alberto di Sassonia-Coburgo-Gotha        | Ernesto I, duca di Sassonia-Coburgo e Gotha                |  |  |       |  |  |                                   |  |  |                            |  |
|                                                     |                                              | principe Alberto di Sassonia-Coburgo-Gotha        | Ernesto I, duca di Sassonia-Coburgo e Gotha                |  |  |       |  |  |                                   |  |  |                            |  |
|                                                     |                                              | principe Alberto di Sassonia-Coburgo-Gotha        | principessa Luisa di Sassonia-Gotha-Altenburg              |  |  |       |  |  |                                   |  |  |                            |  |
| principessa Alice del Regno Unito                   |                                              | principe Alberto di Sassonia-Coburgo-Gotha        |                                                            |  |  |       |  |  |                                   |  |  |                            |  |
|                                                     |                                              | Vittoria del Regno Unito                          | principe Edoardo, duca di Kent e Strathearn                |  |  |       |  |  |                                   |  |  |                            |  |
|                                                     |                                              | Vittoria del Regno Unito                          | principe Edoardo, duca di Kent e Strathearn                |  |  |       |  |  |                                   |  |  |                            |  |
|                                                     |                                              | Vittoria del Regno Unito                          | principessa Vittoria di Sassonia-Coburgo-Saalfeld          |  |  |       |  |  |                                   |  |  |                            |  |
| Giorgio Donato, granduca ereditario d'Assia         |                                              | Vittoria del Regno Unito                          |                                                            |  |  |       |  |  |                                   |  |  |                            |  |
|                                                     | principe Ferdinando di Solms-Hohensolms-Lich | Carlo, II principe di Solms-Hohensolms-Lich       |                                                            |  |  |       |  |  |                                   |  |  |                            |  |
|                                                     | principe Ferdinando di Solms-Hohensolms-Lich | Carlo, II principe di Solms-Hohensolms-Lich       |                                                            |  |  |       |  |  |                                   |  |  |                            |  |
|                                                     | principe Ferdinando di Solms-Hohensolms-Lich | contessa Enrichetta Sofia di Bentheim e Steinfurt |                                                            |  |  |       |  |  |                                   |  |  |                            |  |
| Ermanno Adolfo, V principe di Solms-Hohensolms-Lich | principe Ferdinando di Solms-Hohensolms-Lich |                                                   |                                                            |  |  |       |  |  |                                   |  |  |                            |  |
|                                                     |                                              | contessa Carolina di Collalto e San Salvatore     | Antonio Ottaviano, II principe di Collalto e San Salvatore |  |  |       |  |  |                                   |  |  |                            |  |
|                                                     |                                              | contessa Carolina di Collalto e San Salvatore     | Antonio Ottaviano, II principe di Collalto e San Salvatore |  |  |       |  |  |                                   |  |  |                            |  |
|                                                     |                                              | contessa Carolina di Collalto e San Salvatore     | contessa Carolina Apponyi de Nagy-Appony                   |  |  |       |  |  |                                   |  |  |                            |  |
| principessa Eleonora di Solms-Hohensolms-Lich       |                                              | contessa Carolina di Collalto e San Salvatore     |                                                            |  |  |       |  |  |                                   |  |  |                            |  |
|                                                     |                                              | Guglielmo, conte di Stolberg-Wernigerode          | Constatino, conte di Stolberg-Wernigerode                  |  |  |       |  |  |                                   |  |  |                            |  |
|                                                     |                                              | Guglielmo, conte di Stolberg-Wernigerode          | Constatino, conte di Stolberg-Wernigerode                  |  |  |       |  |  |                                   |  |  |                            |  |
|                                                     |                                              | Guglielmo, conte di Stolberg-Wernigerode          | baronessa Ernestina von der Recke                          |  |  |       |  |  |                                   |  |  |                            |  |
| contessa Agnese di Stolberg-Wernigerode             |                                              | Guglielmo, conte di Stolberg-Wernigerode          |                                                            |  |  |       |  |  |                                   |  |  |                            |  |
|                                                     |                                              | contessa Elisabetta di Stolberg-Rossla            | Augusto, conte di Stolberg-Rossla                          |  |  |       |  |  |                                   |  |  |                            |  |
|                                                     |                                              | contessa Elisabetta di Stolberg-Rossla            | Augusto, conte di Stolberg-Rossla                          |  |  |       |  |  |                                   |  |  |                            |  |
|                                                     |                                              | contessa Elisabetta di Stolberg-Rossla            | contessa Carolina di Erbach-Schönberg                      |  |  |       |  |  |                                   |  |  |                            |  |
|                                                     |                                              | contessa Elisabetta di Stolberg-Rossla            |                                                            |  |  |       |  |  |                                   |  |  |                            |  |

## Titoli
- 8 novembre 1906 -  9 novembre 1918: Sua Altezza Reale il Granduca Ereditario d'Assia e del Reno
- 9 novembre 1918 - 16 novembre 1937: Georg Donatus Wilhelm Nikolaus Eduard Heinrich Karl Erbgroßherzog von Hessen und bei Rhein

Giorgio Donato non salì mai al trono ducale poiché esso era stato abolito alla fine della prima guerra mondiale. I titoli diventarono cognomi da questo momento ed era raro per il capo di una famiglia reale, granducale o ducale cambiare il suo titolo al momento di diventare capo di una casata.